# Creu de terme (Sant Martí de Maldà - Carrer del Nord)
La Creu de terme de Sant Martí de Riucorb és una obra renaixentista de Sant Martí de Maldà, al municipi de Sant Martí de Riucorb (Urgell), inclosa a l'Inventari del Patrimoni Arquitectònic de Catalunya.

## Descripció
És una creu de terme adossada a un mur de la plaça major sobre una columna de perfil vuitavat. La creu superior no s'ha conservat però ens resta la presència del capitell escultòric que sostenia originalment la creu de terme. Aquest capitell també segueix el perfil vuitavat on a cada costat hi ha un arc de mig punt amb una venera inserida a la part interna. Sota de cada un d'aquests arcs hi ha un alt relleu d'un sant diferent, frontalment hi ha un Sant Pere portant les claus del cel, a la seva dreta hi ha la figura de Sant Joan Baptista i a l'angle dret del fragment de capitell que resulta visible sembla Sant Isidre.